# Allen Midgette

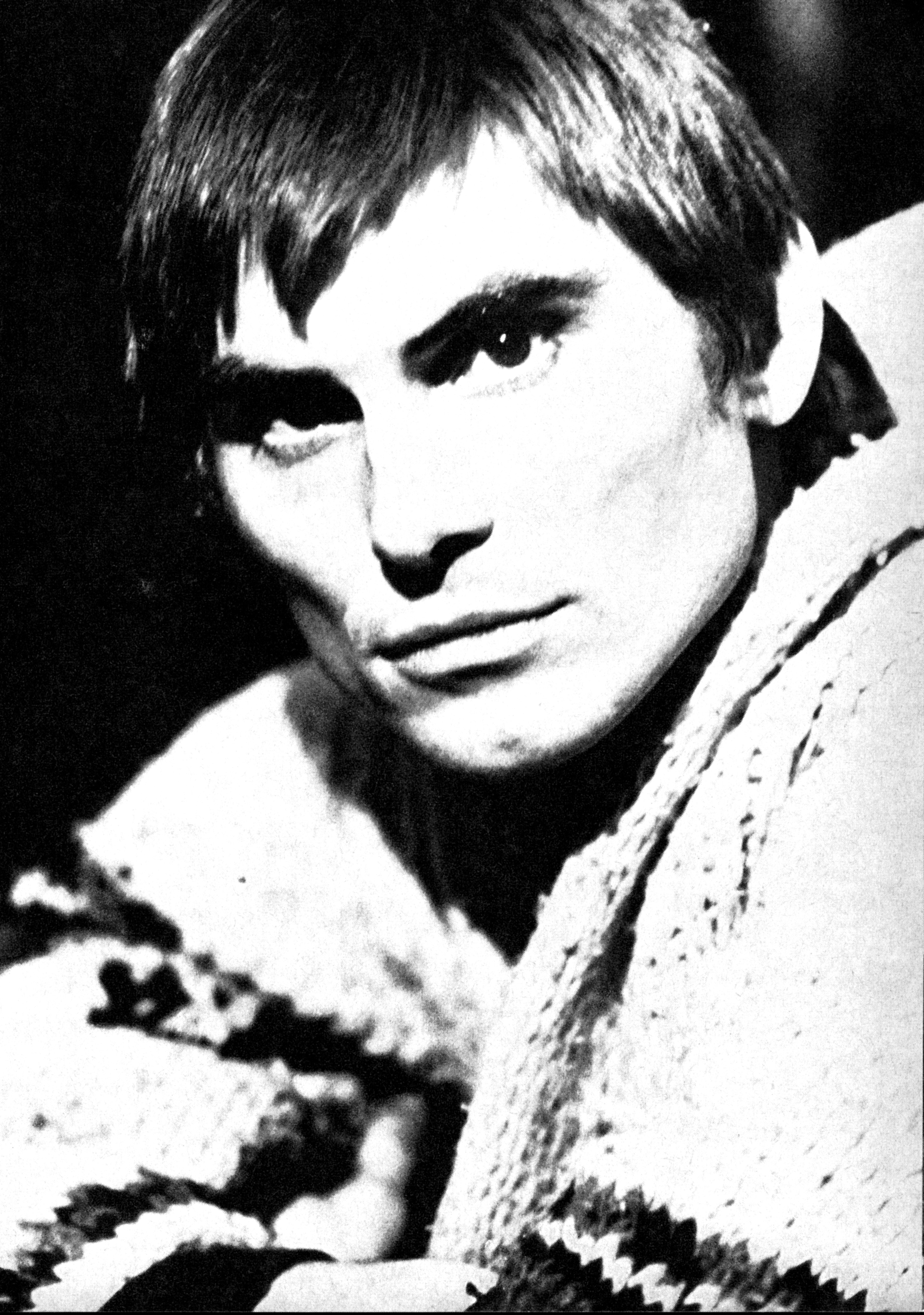
Allen Midgette, 1966

Allen Midgette (* 2. Februar 1939 als Allen Joseph Midgett in Camden, New Jersey; † 16. Juni 2021 in Woodstock, New York) war ein US-amerikanischer Schauspieler, Maler und Autor. Er lebte bis zuletzt als freischaffender Maler in Woodstock, New York. Vor allem war Midgette als Darsteller in Filmen von Andy Warhol bekannt, er trat unter anderem in dessen Filmen ★★★★, Lonesome Cowboys und Nude Restaurant auf.

## Leben
Als junger Mann lebte Midgette in New York, wo er Schauspiel studierte. Er bewarb sich für die Rolle des Tony in der Filmversion von West Side Story, erhielt aber nur eine Statistenrolle. Im Jahr 1960 reiste er nach Europa und spielte in italienischen Filmproduktionen mit, unter anderem in La Commare Secca (1962) und Vor der Revolution (Prima della rivoluzione, 1964) von Bernardo Bertolucci. Mit Bertolucci, Pier Paolo Pasolini, dem Schriftsteller Alberto Moravia und dessen Frau Elsa Morante entstand bald eine nähere Bekanntschaft.
Zurückgekehrt in die USA, lernte er Warhol 1967 durch Susan Bottomly (International Velvet) kennen, die ihn in die Factory, Warhols Studio, einlud. Auf einer gemeinsamen Reise nach Philadelphia. wurde er mit Ivy Nicholson, Ultra Violet und Mary Woronov gefilmt, Teile der Aufnahmen wurden für den 24-Stunden-Film ★★★★ verwendet. 1967 verkörperte Midgette Andy Warhol auf einer Vorlesungsreihe an amerikanischen Colleges. Als dies von einem Zuschauer entdeckt wurde, entstand ein landesweit wahrgenommener Skandal, und Warhol musste anschließend seine Gastvorlesungen selbst halten.
Auch nach der Trennung von dem Pop-Art-Künstler blieb Midgette als Schauspieler aktiv, wenn auch nur in Nebenrollen: 1970 spielte er einen Soldaten in Die Strategie der Spinne von Bertolucci, 1976 einen Vagabunden im Film 1900, außerdem trat er in Filmen von Nanni Loy, Gianni Amico, Jean Luigi Calderon und Daniel Cohn-Bendit auf. 1970 war er zusammen mit Götz George in der Produktion Ostwind des Kollektivs „Groupe Dziga Vertov“ zu sehen.

## Filmografie
- 1961: West Side Story
- 1962: La Commare Secca
- 1964: Vor der Revolution (Prima della rivoluzione)
- 1967: ★★★★
- 1967: The Nude Restaurant – Regie: Andy Warhol
- 1969: Lonesome Cowboys
- 1970: Ostwind (Le Vent d'est) – Regie: Sergio Bazzini, Daniel Cohn-Bendit, Jean-Luc Godard
- 1970: Die Strategie der Spinne (La strategia del ragno)
- 1971: 7254 – Regie: John Stember
- 1976: 1900
- 1991: Caldo soffocante – Regie: Giovanna Gagliardo